# Mark Mahowald
Mark Edward Mahowald (Albany, Minnesota, 1 de dezembro de 1931 – Illinois, 20 de julho de 2013) foi um matemático estadunidense, que trabalhou com topologia algébrica, especialmente com homotopia.

## Vida
Mahowald obteve um doutorado em 1955 na Universidade de Minnesota em Minneapolis, orientado por Bernard Russell Gelbaum, com a tese Measure in Groups,Mark Mahowald (em inglês) no Mathematics Genealogy Project sendo a partir do início da década de 1960 professor da Universidade de Syracuse e depois (ca. 1967) da Universidade Northwestern, onde aposentou-se.
Foi palestrante convidado do Congresso Internacional de Matemáticos em Berlim (1998: Toward a global understanding of {\displaystyle \pi _{*}(S^{n})}). Foi fellow da American Mathematical Society. 
Dentre seus doutorandos consta Michael Jerome Hopkins.

## Obras
- com M. C. Tangora: Some differentials in the Adams spectral sequence. Topology 6 (3): 349–369.
- The image of J in the EHP sequence. Ann. of Math. (2) 116 (1982), no. 1, 65–112.
- com M.G. Barratt, J.D.S. Jones: Relations Amongst Toda Brackets and the Kervaire Invariant in Dimension 62. Journal of the London Mathematical Society. 2 30 (3): 533–550.
- com Greg Arone: The Goodwillie tower of the identity functor and the unstable periodic homotopy of spheres. Invent. Math. 135 (1999), no. 3, 743–788.
- com Paul Goerss, Hans-Werner Henn, C. Rezk: A resolution of the K(2)-local sphere at the prime 3. Ann. of Math. (2) 162 (2005), no. 2, 777–822.
- com Eric Friedlander (Eds.) „Topology and Representation Theory“ 1994 (Conferência Northwestern University)
- com M. Barratt (Eds.): „Geometric Applications of Homotopy Theory“ (Conferência Evanston 1977), Springer 1978
- com Stewart Priddy (Eds.): „Algebraic Topology“, AMS 1989 (International Conference Northwestern University 1988)
- com Stewart Priddy (Eds.): „Homotopy theory via algebraic geometry and group representations“, AMS 1998 (Conferência Northwestern University 1997)
- Toward a global understanding of π*(Sn). Proceedings of the International Congress of Mathematicians, Vol. II (Berlim, 1998). Doc. Math. 1998, Extra Vol. II, 465–472